# Parque nacional de Šara
Parque nacional de Šara es el nombre que recibe un parque nacional en el sur Kosovo (o suroeste de Serbia) y que se encuentra en la parte norte de la cordillera de Sar Planina (albanés: Malet e Sharrit), que en parte también pertenece a Macedonia.
El parque nacional tiene una superficie de 39.000 hectáreas. En esta zona de montaña, crecen diversas especies de pinos. Además, muchas de las especies que viven en este espacio protegido se encuentran en peligro de extinción, como el lince, el oso, la cabra de montaña, entre otras.